# James Seccombe

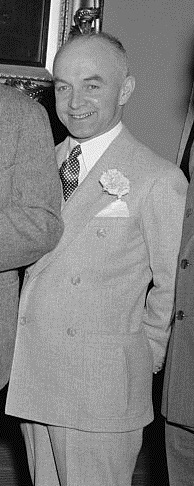
James Seccombe (1939)

James Seccombe (* 12. Februar 1893 in Mineral City, Tuscarawas County, Ohio; † 23. August 1970 in Canton, Ohio) war ein US-amerikanischer Politiker. Zwischen 1939 und 1941 vertrat er den Bundesstaat Ohio im US-Repräsentantenhaus.

## Werdegang
Im Jahr 1906 zog James Seccombe mit seinen Eltern von Mineral City nach Canton. Er besuchte die öffentlichen Schulen seiner jeweiligen Heimat. Während des Ersten Weltkrieges diente er zwischen 1917 und 1919 in der US Army. Dabei war er auf dem europäischen Kriegsschauplatz eingesetzt. Zwischen 1913 und 1932 arbeitete er, mit Ausnahme seiner Militärzeit, in verschiedenen Fabriken als Maschinist und Vorarbeiter. In den Jahren 1930 und 1931 absolvierte er Abendlehrgänge bei der Y.M.C.A., wo er zum Kraftfahrzeugmechaniker ausgebildet wurde. Gleichzeitig schlug er als Mitglied der Republikanischen Partei eine politische Laufbahn ein. Von 1928 bis 1933 saß er im Stadtrat von Canton, dessen Präsident er zeitweise war. Von 1935 bis 1938 amtierte er auch als Bürgermeister dieser Stadt. In den Jahren 1932, 1934, und 1936 nahm er als Delegierter an den regionalen Parteitagen der Republikaner für Ohio teil.
Bei den Kongresswahlen des Jahres 1938 wurde Seccombe im 16. Wahlbezirk von Ohio in das US-Repräsentantenhaus in Washington, D.C. gewählt, wo er am 3. Januar 1939 die Nachfolge des Demokraten William R. Thom antrat, den er bei der Wahl geschlagen hatte. Da er im Jahr 1940 gegen Thom verlor, konnte er bis zum 3. Januar 1941 nur eine Legislaturperiode im Kongress absolvieren. Während dieser Zeit wurden dort die letzten der New-Deal-Gesetze der Roosevelt-Regierung verabschiedet.
In den Jahren 1941 und 1942 arbeitete James Seccombe als State tax examiner für die Steuerbehörde in Canton. Von 1942 bis 1970 gehörte er der Wahlkommission im Stark County an. Im Jahr 1959 wurde er Präsident der Ohio Association of Election Officials. Er starb am 23. August 1970 in Canton, wo er auch beigesetzt wurde.